# Open Kerken

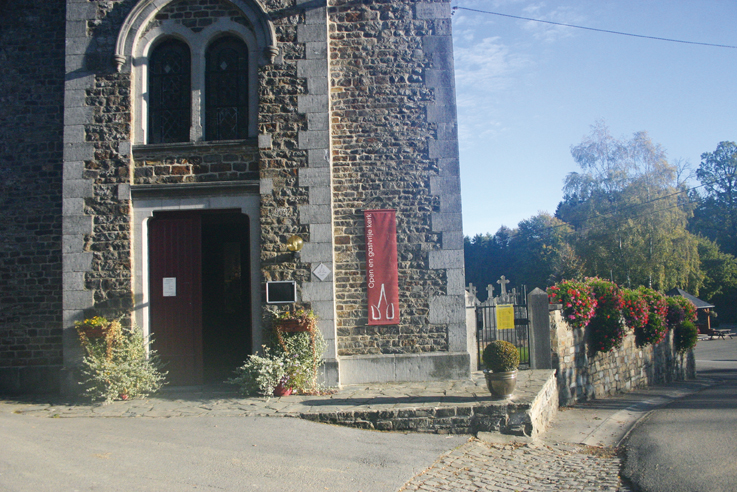
Bij de ingang van een kerk hangt een doek van Open Kerken

Open Kerken is een stichting met als doel om het religieuze erfgoed – van iedere erkende godsdienst - in België te ontsluiten voor een ruim publiek. Door erfgoed toegankelijk te maken voor iedereen, hoopt de stichting dat het voor een groter publiek een betekenis krijgt en naar waarde geschat zal worden. 

## Geschiedenis
De Stichting Open Kerken werd in 2006 opgericht door voorzitter Marc Huynen. Hij liet zich inspireren door voorbeelden uit andere Europese landen. In 2007 werd de website gelanceerd en werd een eerste publicatie uitgegeven waarin elk van de meer dan 100 nieuwe leden aan bod kwam. In 2009 werd een parallelle vzw opgericht. Sinds het oprichten van de Stichting traden in België zo'n 260 religieuze gebouwen toe tot het netwerk.

## Filosofie
Open Kerken ziet kerkgebouwen als belangrijke landschappelijke, monumentale en culturele kenmerken in een dorp of stad, en als symbolen voor een gemeenschappelijke geschiedenis, naast de religieuze betekenis die ze hebben.
Als gevolg van de secularisatie zijn veel kerkgebouwen echter slechts nog toegankelijk tijdens de uren van de eredienst. Toch betalen alle inwoners mee voor het behoud van de kerkgebouwen: kerkbesturen worden financieel geholpen door gemeentebesturen en kunnen rekenen op subsidies voor onderhoud en restauratie. De stichting vindt sluiting van kerken omwille van verschillende redenen geen goed idee en wil beheerders dan ook ondersteunen om hun kerkgebouw open te stellen voor een breed publiek, ook als dit puur is om erover geïnformeerd te worden. 

## Financiering

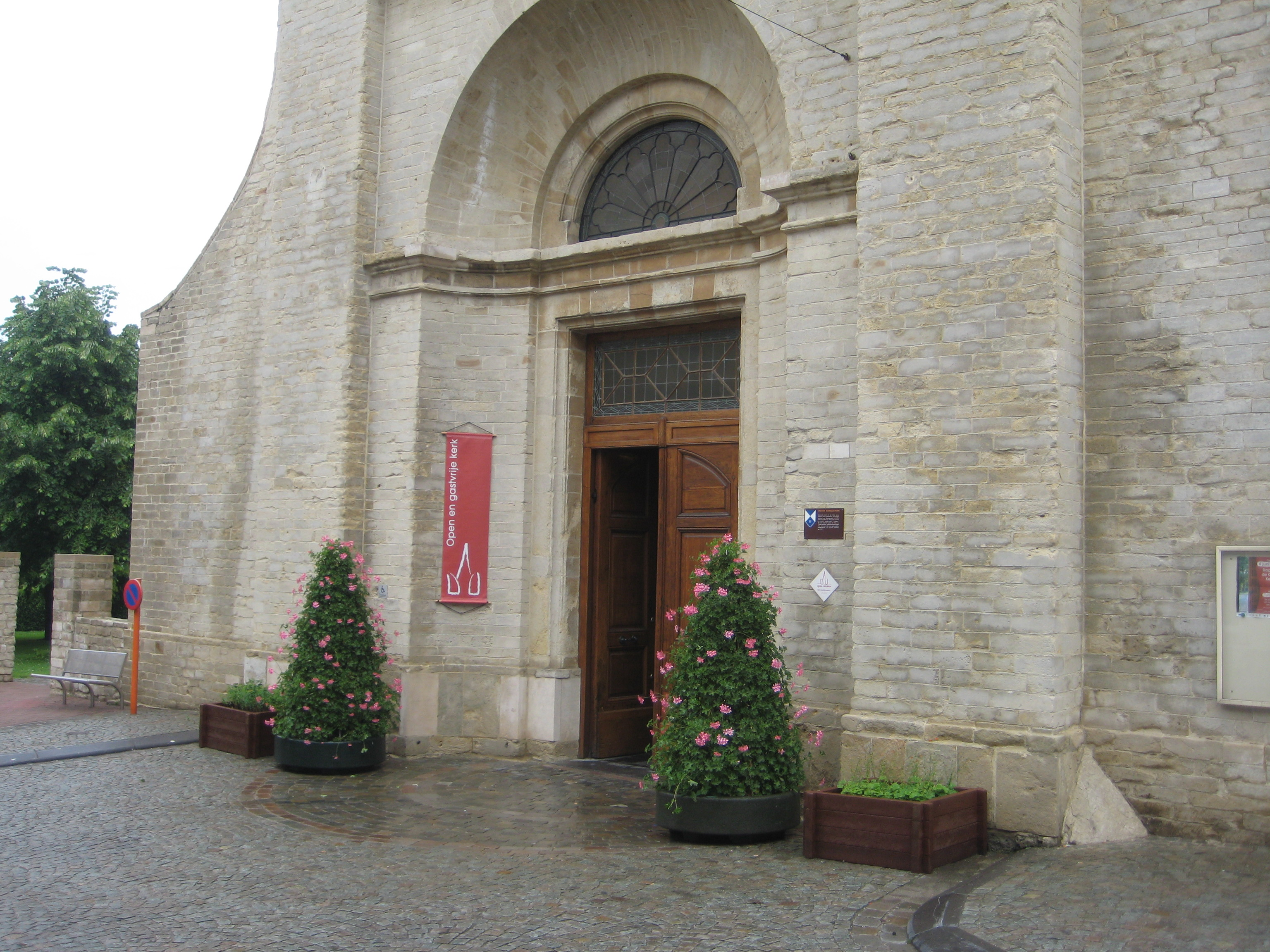
Sint-Jan-Evangelistkerk in Tervuren

De werking van de Stichting wordt bekostigd vanuit drie verschillende hoeken. Een derde van het geld is afkomstig van de leden van het netwerk. Eveneens een derde deel komt van subsidies van onder andere het Commisariat Général au Tourisme (CGT) en van de verschillende provincies. De overige werkingsmiddelen zijn afkomstig van sponsoring en giften.

## Doelstelling
De Stichting Open Kerken werd opgericht met verschillende doelen voor ogen:
- Het waardevol kerkelijk patrimonium in de kijker plaatsen en het toegankelijk maken voor bezoekers en de plaatselijke bevolking.
- Instrumenten bedenken waarmee bezoekers op een leuke en aangename manier het religieus erfgoed ontdekken en leren kennen.
- Activiteiten die het kerkelijk patrimonium tot leven brengen verspreiden en promoten, zoals rondleidingen, concerten, zoektochten, tentoonstellingen, debatten...

## Werking

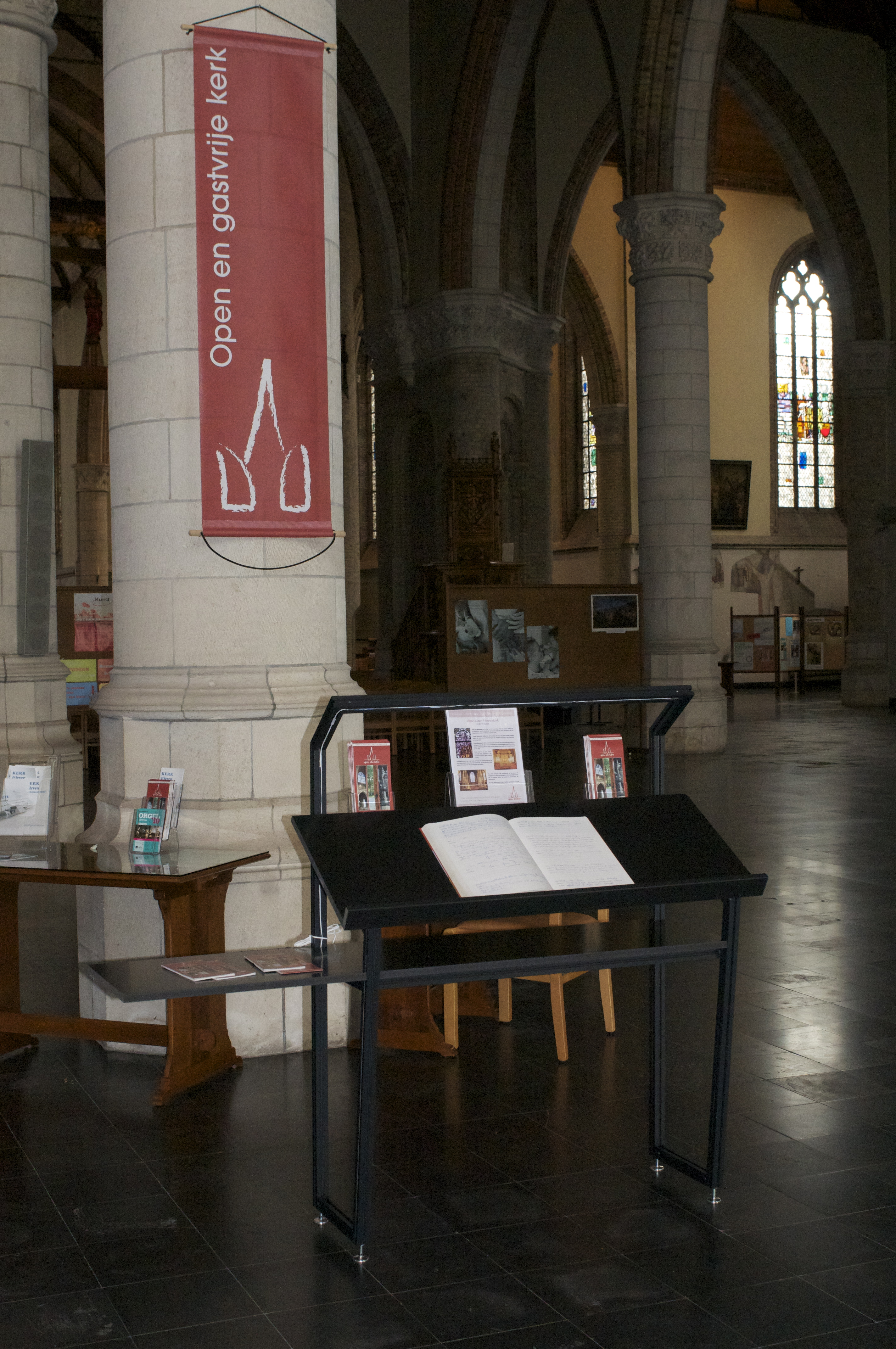
Onthaaltafel

Zodra een religieus gebouw aansluit bij de Stichting, kunnen de beheerders rekenen op verschillende ondersteuningsmiddelen. Zij ontvangen een gevelplaat en een banner om aan te duiden dat hun gebouw open staat voor publiek. Daarnaast wordt het gebouw opgenomen op een viertalige website met enkele foto’s en wordt ze op een landkaart gezet die verspreid wordt onder alle deelnemende religieuze gebouwen en de toeristische diensten. Elk lid ontvangt ook gastenboeken en tekenboeken voor kinderen. 
Vanuit de Stichting tracht men de laatste technologieën op gebied van erfgoedontsluiting (mobiel internet, gps enz.) op de voet te volgen zodanig dat de deelnemende kerkgebouwen zich professioneel kunnen voorstellen aan bezoekers. Sinds 2012 kregen alle open kerken een QR-code en een NFC-chip op hun gevelplaat. Hierachter zit een link die bezoekers naar een beschrijving en enkele foto's van de kerk leidt.

## Inventaris en beveiliging
Van de aangesloten leden wordt verwacht dat zij hun inventaris in orde maken. Dikwijls worden er vragen gesteld in verband met de beveiliging van een gebouw wanneer het opengesteld wordt. Dankzij de inventaris heeft men een foto en een beschrijving van alle roerende goederen.

## Open Kerkendagen
Elk jaar worden tijdens het eerste weekend van juni de "Open Kerkendagen" gevierd. In heel België organiseren gebedshuizen allerlei activiteiten en evenementen met als doel het religieus erfgoed in de kijker te zetten en een breed publiek warm te maken voor dit patrimonium.

## Andere landen
De Stichting Open Kerken werd opgericht naar voorbeelden in Finland en Groot-Brittannië. Ook in andere landen lopen gelijkaardige initiatieven: Vejkirke (Denemarken), roadside churches (Estland), Open churches (Finland), Vei Kirker (Noorwegen), Öppen Kyrka en Kyrko Kartan (Zweden), en verschillende regionale initiatieven in Italië, Frankrijk, Nederland, Duitsland en Groot-Brittannië. De Stichting wil bij het ontsluiten van het religieuze erfgoed ruimte laten voor een Europese aanpak. 